# María Amelia Coronel
María Amelia Coronel est une femme politique nicaraguayenne.

## Carrière politique
De 2017, elle exerce la fonction de ministre de l'intérieur dans son pays.